# Отверженные
«Отве́рженные» (фр. «Les Misérables») — роман-эпопея французского классика Виктора Гюго. Широко признан мировой литературной критикой и мировой общественностью апофеозом творчества писателя и одним из величайших романов XIX столетия. Впервые опубликован в 1862 году.
Роман переведён на многие мировые языки и входит в большое количество школьных курсов по литературе. Он многократно ставился на сценах театров и не раз экранизировался во Франции и за её пределами под своим оригинальным названием.

## Описание
На страницах романа широко освещаются главные и важнейшие для Гюго проблемы: сила закона и любви, жестокость и человечность, непостижимые лишения и нестерпимые страдания бедных, благоденствие богатых. Автор рисует длительный и нелёгкий жизненный путь бывшего каторжника Жана Вальжана (главного героя романа), его мировоззрение; перемены, произошедшие в его характере по ходу повествования; его стремление к исправлению прошлых ошибок, добру и самопожертвованию во имя свободы и счастья других. Жан Вальжан является одним из самых благородных и самоотверженных героев во французской литературе. Ему противопоставляется инспектор Жавер, олицетворяющий власть. Это человек жестокий и волевой, который не остановится ни перед чем, чтобы правосудие восторжествовало.
Охватывая широкие временные рамки (включая период Франции с 1815 до 1832 года и жестоко подавленное войсками Июньское восстание в Париже), произведение является исторической драмой, постоянно отсылающей читателя к актуальным событиям того времени. Виктор Гюго подвергает критике политику эпохи Реставрации, нищее социальное положение большинства населения. Он придаёт своим персонажам республиканские настроения, что делает роман революционным и антимонархическим.

## Сюжет
Епископ Мириэль Диньский славится своей добродетелью. В 1815 году в Динь прибывает освободившийся каторжник Жан Вальжан, следующий в предписанное ему законом место жительства. Жан Вальжан был осуждён на пять лет каторжных работ за то, что украл хлеб для своих голодающих племянников, на приговор также повлияло наличие ружья и занятия браконьерством, из-за последующих четырёх неудачных попыток побега срок увеличился до девятнадцати. За годы заключения Жан Вальжан повзрослел, выучился грамоте и озлобился на людей; в Дине ему все отказывают в обслуживании и ночлеге, увидев его жёлтый паспорт каторжника. Епископ принимает Вальжана, накормив его и уложив спать. Ночью Жан Вальжан грабит священника, украв его столовое серебро и чудом не убив его самого, однако вскоре попадается полиции, которая приводит Вальжана обратно к дому епископа. Однако епископ заявляет, что он сам подарил серебро Вальжану и отдаёт ему ещё и свои серебряные подсвечники, заявляя Жану, что отныне он честный человек. По пути из Диня Жан Вальжан отбирает монету у мальчика-трубочиста, о чём горько жалеет и окончательно решает встать на путь добра.
В 1817 году в Париже молодую гризетку Фантину после двухлетнего романа бросает любовник, которого она искренне любила и имела от него ребёнка. Фантина решает перебраться в свой родной город Монрейль-Приморский. По дороге туда она оставляет свою дочь Козетту на попечение встретившимся ей неким господам Тенардье, содержащим трактир в Монфермейле. Тенардье оказываются очень плохими людьми и дурно обращаются с Козеттой, при этом вымогая всё больше денег с матери. Тем временем в Монрейле обосновался господин Мадлен, открывший фабрику и придумавший новый способ изготовления мелких изделий из чёрного стекла, благодаря чему нажил состояние и увеличил богатство всего округа. За его беспрестанную заботу о горожанах жители выбирают его мэром, после случая, когда он спасает извозчика Фошлевана от смерти под собственной телегой и устраивает его садовником в монастырь в Париже. Мадлен — не кто иной, как поменявший личность Жан Вальжан. Единственный, кому не нравится Мадлен — полицейский инспектор Жавер, который когда-то работал на каторге надзирателем и знавал Жана Вальжана. Фантина устраивается на работу на фабрику Мадлена, покупает много мебели в кредит и каждый месяц высылает деньги Тенардье на содержание дочери. Однако местные сплетницы узнают о её незаконнорождённом ребёнке, после чего надзирательница фабрики увольняет её. Фантина не решается обратиться за помощью к самому Мадлену, её везде отказываются брать на работу, поэтому ей приходится стать швеёй с низкой оплатой труда. Тенардье требуют всё больше денег, а кредиторы постоянно требуют вернуть долг. Фантина заболевает чахоткой, опускается всё ниже и в конце концов становится проституткой. Однажды на улице её оскорбляет, а потом закидывает ей снега в платье местный буржуа Бамабатуа. Фантина нападает на него, после чего её арестовывает Жавер. Жавер — строгий и безжалостный полицейский, не дающий людям второго шанса. Он собирается отправить Фантину под арест на полгода, но в дело вмешивается Мадлен, разобравшийся в ситуации. Своей властью он освобождает Фантину. Жавер, в глазах которого богатый господин не может быть виновен перед уличной девкой, протестует, и Мадлен вынужден выгнать его из участка. Мадлен укладывает Фантину, у которой из-за всыпанного ей снега резко обострилась болезнь, в больницу, обеспечивает её уходом и собирается привезти ей её дочь Козетту. Тем временем разъярённый Жавер решается написать донос в префектуру Парижа на мэра Мадлена как на бывшего каторжника Жана Вальжана, уклонившегося от полицейского надзора. Ему сообщают, что он ошибся и что настоящего Жана Вальжана нашли под именем некого Шанматье, задержанного по подозрению в краже яблок, о чём Жавер информирует Мадлена, прося об отставке. Шанматье признали как Жана Вальжана его бывшие товарищи по каторге и сам Жавер. Из-за каторжной биографии Вальжана и всплывшего «ограбления» мальчика-трубочиста Шанматье грозит пожизненный срок. После тяжёлой внутренней борьбы Мадлен решает поехать на суд и признаться. Шанматье оправдывают, а Жана Вальжана вскоре арестовывают и отправляют вновь на каторгу. Фантина умирает в больнице, так и не дождавшись дочери. Монрейль-Приморский постепенно приходит в упадок.
В 1823 году после полугода каторги Жан Вальжан инсценирует свою смерть, спасая матроса на корабле, и скрывается. Перед отправкой на каторгу он успел снять с банковского счёта и спрятать все свои деньги. Жан Вальжан отправляется в Монфермейль, выкупает Козетту за полторы тысячи франков у Тенардье и поселяется в лачуге Горбо в глухом районе Парижа. Однако из-за своей привычки раздавать милостыню, при этом будучи одетым как бедняк, и любопытства домовладелицы Жан Вальжан привлекает внимание полиции. Однажды он обнаруживает, что в доме поселился Жавер. Жан Вальжан с Козеттой ночью покидает лачугу, за ним увязывается полицейская погоня. Не зная улиц Парижа, Жан Вальжан заходит в тупик, но перебирается через стену здания и сбивает с толку Жавера. Здание оказывается женским монастырём Малый Пикпюс, в котором работает садовником Фошлеван. Он помогает Вальжану укрыться в монастыре и устраивает его своим помощником под именем своего умершего брата Ультима. Козетту отдают на обучение в монастырь.
В Париже живёт старый буржуа-роялист Жильнорман. Он запретил своему зятю полковнику Понмерси, верному соратнику Наполеона и ветерану революционных и наполеоновских войн, видеться с собственным сыном Мариусом под угрозой лишения наследства. В битве при Ватерлоо Понмерси был ранен и оказался под завалом тел. Тенардье, грабивший трупы ночью после сражения на поле боя, вытащил Понмерси из-под груды тел и обворовал. Тенардье представился Понмерси сержантом французской армии и бросил его при приближении английского патруля, заявив, что его расстреляют, если схватят. Так и не догадавшись, что Тенардье был простым мародёром, Понмерси всю жизнь хранит ему благодарность и завещает своему сыну Мариусу сделать для Тенардье всё, что в его силах. В 1827 году полковник Понмерси умирает, и Жильнорман отправляет Мариуса проститься с ним. Смерть отца поначалу не производит на Мариуса, давно разлучённого с ним и воспитывавшегося в роялистском кругу деда, впечатления, но отец Мабеф, настоятель церкви, куда водили молиться Мариуса, рассказывает ему, как его отец любил его и тайком со слезами наблюдал за ним во время каждой молитвы. Мариус начинает интересоваться биографией отца, регулярно ездит к нему на могилу, изучает историю недавних войн и приобретает бонапартистские взгляды. Когда об этом становится известно Жильнорману, возникает ссора и дед выгоняет внука из дома, о чём впоследствии жалеет. Мариус начинает жить самостоятельной жизнью и вскоре знакомится с революционной организацией студентов «Друзья азбуки». Отказавшись от денежного содержания деда и испытывая недостаток средств, Мариус снимает комнату в лачуге Горбо. Соседнюю с ним комнату под именем Жондрета снимает разорившийся Тенардье с женой и дочерьми Эпониной и Азельмой. У Тенардье есть и младший сын Гаврош, которого мать не любит и который в основном живёт на улице. Однажды, гуляя по Люксембургскому саду, Мариус встречается взглядом с Козеттой, которая гуляет там вместе с Жаном Вальжаном, и влюбляется. Жан Вальжан покинул монастырь после завершения образования Козетты и теперь снимает жильё по нескольким адресам в Париже. Мариус начинает каждый день ходить в сад и видеться с Козеттой, как-то он даже выслеживает её до дома на Западной улице. Жан Вальжан замечает это и прекращает ходить в Люксембургский сад и съезжает с квартиры. Однажды, зимой в начале 1832 года, Мариус встречает двух, по-видимому, убегавших от полиции молодых девушек и подбирает обронённый ими пакет. В пакете оказываются четыре письма с одинаковым почерком, стилем и запахом табака, но подписанных разными именами, содержание которых — просьба к какому-либо меценату дать денег. Вскоре к нему с содержащим аналогичную просьбу письмом от Жондрета заходит старшая дочь Тенардье Эпонина, и Мариус догадывается, что это его сосед писал все эти письма, вымогая деньги у почтенных людей, и отправлял своих дочерей разносить их по адресам. Эпонина, которой понравился Мариус и обстановка в его комнате, хвастается Мариусу своей грамотностью и пишет на бумаге «Легавые пришли». Мариус возвращает ей пакет с письмами, даёт пять франков, и Эпонина, радостная, уходит. Мариус обнаруживает, что в стене между его комнатой и комнатой Тенардье имеется щель и решает подсмотреть за соседом, который в это время занят написанием очередного письма. Его прерывает Эпонина, объявляющая, что один из благодетелей, кому были адресованы письма, откликнулся на просьбу и едет к ним. Тенардье приводит свою грязную и неопрятную комнату в ещё более жалкое состояние, ломая стул и приказывая младшей дочери выбить стекло, поранившись при этом. Входит благодетель со своей дочерью и Мариус, к своему изумлению и восторгу, обнаруживает, что это Козетта. Тенардье заискивает перед гостём, лжёт о себе и одновременно узнаёт в нём человека, который когда-то выкупил и забрал у него из трактира в Монфермейле Козетту. К негодованию Тенардье, Жан Вальжан принёс только тёплую одежду и пять франков, однако он обещает, что вернётся вечером с деньгами, чтобы оплатить выдуманный Тенардье годовой долг в шестьдесят франков за квартиру. Жан Вальжан и Козетта уезжают, Мариус пытается проследить за их фиакром, но из-за подаренных Эпонине денег у него не хватает средств на извозчика и он возвращается к себе в комнату. Эпонина находит его в подавленном состоянии и спрашивает, не может ли она как-нибудь ему помочь, чтобы он не грустил. Мариус просит узнать адрес Козетты, Эпонина опечаливается этим, но всё же соглашается. Мариус слышит голос Тенардье через стену и продолжает наблюдение за ним через щель. Тенардье собирается устроить разбойное нападение на Жана Вальжана, прибегнув к помощи известной в Париже банды «Петушиный час». Мариус идёт в полицию и доносит об этом полицейскому инспектору (им оказывается Жавер). Тот даёт ему два пистолета и объясняет свой план устроить полицейскую засаду поблизости лачуги Горбо, поскольку в ней самой нет места, чтобы спрятаться большому количеству полицейских; Мариус должен выстрелить в критический момент, чтобы дать сигнал полиции и злодеев взяли с поличным. В шесть часов Жан Вальжан приходит в лачугу и попадает в засаду бандитов. Мариус собирается выстрелить, но Тенардье в припадке злобы раскрывает своё имя и рассказывает, что он сражался при Ватерлоо и спас там «генерала», и Мариус не может решиться выстрелить и погубить спасителя отца. Тенардье требует у Вальжана двести тысяч франков, но тот не поддаётся на угрозы. Тогда Тенардье решает убить Жана Вальжана. Мариус всё ещё не может выстрелить, но замечает написанные Эпониной слова «Легавые пришли» на столе, сворачивает лист и бросает его через щель в комнату. Тенардье, прочитав его, решает, что нужно убегать, но прежде чем бандиты успевают вылезти через окно, в комнату заявляется Жавер, решивший не дожидаться сигнала, и полиция арестовывает преступников. Жану Вальжану удаётся сбежать, воспользовавшись суматохой.
В 1832 году Париж пропитан духом бунта против нового короля Луи-Филиппа. «Друзья азбуки» в числе прочих занимаются подготовкой предстоящего восстания. Потрясённый событиями в лачуге Горбо и не желая свидетельствовать против Тенардье, Мариус скрывается оттуда и поселяется у своего друга Курфейрака, одного из членов «Друзей азбуки». Тоскуя по Козетте, Мариус совсем забрасывает дела и впадает в бедность, при этом регулярно посылая Тенардье в тюрьму деньги, которые он одалживает у Курфейрака. Бандиты «Петушиного часа», часть из которых скрылась от правосудия, а часть, включая Тенардье, находится в тюрьме в ожидании суда, планируют ограбление присмотренного ими особняка на улице Плюмэ. Тенардье отправляет на разведку дома Эпонину, которая замечает там Козетту и сообщает, что в доме нет ничего ценного. Эпонина при помощи Мабефа, который испытывает нужду и которому она полила огород, находит Мариуса и приводит его к дому Козетты. Мариус просит Эпонину не сообщать отцу про этот дом. Бандиты устраивают побег из тюрьмы, причём по совпадению Тенардье помогает сбежать его сын Гаврош, которого привлекает дружащий с ним один из членов «Петушиного часа». Мариус встречается с Козеттой в саду у дома и признаётся в любви, они начинают проводить вечера вдвоём в саду втайне от Жана Вальжана, который в это время отлучается из дома. Жан Вальжан, замечая в округе Тенардье во время своих прогулок и опасаясь предстоящих беспорядков в Париже, решает переехать в Англию. Козетта рассказывает об этом Мариусу, он оставляет ей свой адрес. Бандиты решают перепроверить и ограбить дом на улице Плюмэ, но находящаяся возле него Эпонина мешает им это сделать, угрожая поднять шум, и они уходят. На следующее утро Жан Вальжан обнаруживает в саду нацарапанный Мариусом адрес, днём Эпонина подбрасывает ему записку с советом переезжать. Приняв это за знаки, Жан Вальжан в этот же день решает съехать с Козеттой с улицы Плюмэ на квартиру на улице Вооружённого человека. В этот же день Мариус возвращается к деду с просьбой позволения жениться на Козетте, но Жильнорман несерьёзно относится к идее женитьбы на безродной бесприданнице и предлагает Мариусу всего лишь сделать её своей любовницей, что оскорбляет его, и он уходит. На следующий день, 5 июня, должны состояться похороны генерала Ламарка, революционеры собираются использовать их, чтобы поднять восстание. Мариус отказывается присоединиться к ним и идёт бесцельно бродить по улицам, захватив, однако, с собой пистолеты. Похоронная процессия, привлёкшая много народа, перерастает в демонстрацию, которая выливается в беспорядки и бои на улицах Парижа, повсюду вырастают баррикады. Группа повстанцев, ведомая «Друзьями азбуки», к которым присоединяются разорившийся Мабеф, Гаврош, Жавер под прикрытием, переодетая в рабочего Эпонина, отправляется и сооружает баррикаду на улице Шанврери возле кабака «Коринф». Гюго, очутившийся посреди перестрелки на пассаже Сомон, прячется от пуль за полуколоннами. В Париж стягиваются войска и национальная гвардия. Вечером Мариус приходит к дому на улице Плюмэ и не находит там Козетту. Эпонина зовёт его на баррикаду, Мариус в отчаянии решает отправиться туда. На баррикаде Гаврош опознаёт Жавера, его связывают и приговаривают к смерти. К «Коринфу» подходят правительственные силы, солдат так много, что ружейный залп срезает древко красного знамени на вершине баррикады. Мабеф вызывается установить знамя вновь и погибает от пуль. Повстанцы переносят его тело внутрь кабака и отлучаются с баррикады, воспользовавшись этим, солдаты едва не овладевают баррикадой, но появившийся Мариус убивает двух солдат из пистолетов, спасая Гавроша и Курфейрака, хватает бочонок пороха и, угрожая взорвать его, прогоняет остальных. Самого Мариуса закрывает телом от выстрела Эпонина. Мариус заходит за угол и обнаруживает её умирающей. Эпонина даёт Мариусу письмо от Козетты, которое она взялась доставить, но утаила, решив разлучить Мариуса с Козеттой, завлечь его на баррикаду и умереть на ней вместе с ним. Эпонина сообщает, что Гаврош — её брат, просит поцеловать её в лоб, говоря, что она была влюблена в него, и умирает. Мариус выполняет просьбу и пишет ответ Козетте, говоря, что дед не одобрил их брак и что он умрёт на баррикаде. Испытывая чувство долга и вины перед Тенардье за смерть его дочери, он пытается хотя бы спасти его сына и отсылает Гавроша с баррикады доставить письмо Козетте на улицу Вооружённого человека. В это время Жан Вальжан случайно обнаруживает след от письма Козетты Мариусу и понимает, что у неё появился возлюбленный. Задумавшись, он выходит на улицу и в встречает Гавроша. Жан Вальжан берёт письмо у Гавроша, который торопится вернуться на баррикаду и поэтому не особо щепетилен в выборе адресата, и ознакомляется с его содержимым. Сперва Жан Вальжан радуется самоустранению возлюбленного Козетты — своего соперника за её внимание — и хочет оставить всё как есть, но вскоре передумывает, одевается в мундир национальной гвардии, вооружается и спешит на баррикаду.
Ранним утром 6 июня повстанцы готовятся отбивать новый штурм баррикады. Они осознают, что восстание не было поддержано массами и в целом подавлено, но никто не собирается бежать. Всё же лидеры повстанцев уговаривают и выбирают пять человек, которым следует скрыться с баррикады, воспользовавшись для этого мундирами убитых национальных гвардейцев, и не губить жизнь понапрасну. Гвардейцев оказывается четыре, мундиров не хватает на всех уходящих. Жан Вальжан, пришедший на баррикаду, снимает и отдаёт им свой мундир. Солдаты подтягивают пушку и начинают обстрел картечью. Жан Вальжан меткими выстрелами сбивает со стены дома тюфяк, который повстанцы используют как улавливатель для картечи, нейтрализуя её действие. Последующими выстрелами Жан Вальжан прогоняет вражеских лазутчиков с крыш, но никого не убивает. В одной из атак на баррикаду гибнет большое количество гвардейцев. Солдаты подтягивают ещё одну пушку и усиливают обстрел, повстанцы ведут стрельбу по артиллеристам и тратят много патронов. Вернувшийся к неудовольствию Мариуса Гаврош выходит за баррикаду, чтобы собрать боеприпасы с убитых и погибает от вражеского огня. В преддверии последнего боя и своей гибели повстанцы решают привести в исполнение приговор Жаверу. Жан Вальжан вызывается на это дело, заводит его за угол и отпускает, выстрелив в воздух, чем приводит его в полное недоумение. Солдаты бросаются на приступ и в жестоком бою берут баррикаду, после чего врываются в «Коринф», схватка продолжается в кабаке, в подвале и на крыше. «Друзья азбуки» и остальные повстанцы гибнут один за другим. Мариуса ранят ещё на баррикаде, он теряет сознание, но его подхватывает и уносит Жан Вальжан, который во время боя выносил и обеспечивал уходом раненых. Жан Вальжан понимает, что район оцеплен войсками и ему вместе с Мариусом не проскользнуть мимо них. В поисках выхода он замечает открытый лаз в водостоки Парижа и спускается туда. Благодаря своему чутью Жану Вальжану удаётся после многочасового путешествия найти выход в безлюдном месте возле Сены, по пути разминувшись с обыскивающими канализацию полицейскими. Выход оказывается заперт решёткой. К счастью, в это же время Жавер, который после баррикады сразу же вернулся к своим обычным обязанностям по охране правопорядка, выслеживает и преследует Тенардье, который решает скрыться от погони в канализации, от входа в которую у него есть ключ. Не узнав в темноте залитого грязью и кровью Жана Вальжана и приняв его за обычного убийцу, а Мариуса — за труп, Тенардье решает помочь ему и заодно отвлечь от себя возможное внимание полицейского, если он караулит выход, и отпирает решётку, забрав за это имевшиеся при Жане Вальжане деньги и оторвав на всякий случай лоскут ткани от сюртука Мариуса. Жан Вальжан выходит на воздух и обнаруживает сторожащего выход Жавера. Жан Вальжан не собирается бежать, но просит перед арестом привезти Мариуса, которого Жавер принял за мертвеца, домой к деду. Жавер соглашается, и поздно ночью они привозят Мариуса на фиакре к дому Жильнормана. После этого Жавер вновь не отказывает в просьбе Жану Вальжану и отвозит его домой на улицу Вооружённого человека. Жан Вальжан собирается проведать Козетту и после этого сдаться Жаверу, однако, выглянув в окно, обнаруживает, что тот ушёл. Сбитый с толку милосердием преступника, который, казалось бы, не имел никаких оснований быть с ним милосердным, Жавер оказался не в силах поступить с Вальжаном по закону и арестовать, впервые обнаружив, что закон и справедливость не всегда тождественны. Не в силах разрешить это противоречие, Жавер бросается в Сену. Мариус после месяцев лечения и ухода восстанавливается от ран и объявляет деду о желании жениться на Козетте. Жильнорман, который очень рад благополучному возвращению внука, сразу даёт согласие. Жан Вальжан приносит свёрток, в котором почти шестьсот тысяч франков, и объявляет, что это — приданое Козетты. Мариус предпринимает поиски Тенардье и своего спасителя с баррикады. Тенардье, жена которого умерла в тюрьме и который сам был заочно приговорён к казни, скрывается без следов. Мариусу удаётся найти кучера фиакра, который отвозил его от выхода из водостоков к дому Жильнормана, извозчик узнаёт Мариуса и рассказывает, как было дело, но ни он, ни привратник дома Жильнормана не разглядели в темноте лица Жана Вальжана, а полицейский агент, распоряжавшийся поездками, не оставил никаких донесений и следов (о самоубийстве Жавера Мариус остаётся в неведении). Сам Жан Вальжан, которого Мариус очень смутно помнит как бывшего на баррикаде, ни словом не обмалвливается о своей роли в тех событиях. Мариус и Козетта женятся. Свадьба приходится на Масленицу, и свадебный кортеж едет по одной улице с маскарадной процессией. В одной из повозок сидит ряженый Тенардье, который замечает Жана Вальжана и поручает своей дочери Азельме выследить его. Жан Вальжан под предлогом больной руки уходит со свадьбы к себе домой. После бессонной ночи внутренней борьбы он идёт к Мариусу и признаётся ему в том, что он каторжник, которому следует уйти из их с Козеттой жизни, чтобы не бросать на них тень. Жан Вальжан говорит, что деньги, которые он передал Мариусу в качестве приданого, были отданы ему на хранение, не рассказывая о настоящем их источнике. Жан Вальжан говорит Мариусу, что не сможет жить без Козетты и просит разрешения приходить видеться с ней, на что получает согласие. Мариус неприятно удивлён этим признанием, и испытывает отвращение при мысли о том, что каторжник будет приходить к ним в дом, он решает отстранить Жана Вальжана от Козетты. Мариус вспоминает Жана Вальжана на баррикаде, но при этом не догадывается, что именно он вынес его, раненого, оттуда, а решает, что он пришёл туда исключительно ради убийства Жавера. Кроме того, узнав неверные сведения о Мадлене из Монрейля, он заключает, что Жан Вальжан похитил у Мадлена те деньги, которые он внёс как приданое Козетты, и решает не тратить их, а найти законного владельца. Жан Вальжан каждый день видится с Козеттой, но вскоре Мариус даёт ему понять, что ему следует удалиться окончательно из их дома. Жан Вальжан прекращает ходить к Козетте и тяжело заболевает. Тем временем к Мариусу приходит Тенардье, который догадался, кто был встретившийся ему в канализации человек, каким-то образом выяснил биографию Жана Вальжана и теперь хочет продать эти сведения Мариусу. Изменивший внешность до неузнаваемости Тенардье сообщает Мариусу, что у него в доме живёт вор и убийца, беглый каторжник Жан Вальжан, и просит двадцать тысяч франков за раскрытие более подробных сведений. Мариус, узнавший Тенардье по принесённому им письму и запаху табака от него, холодно говорит ему, что ему это всё известно, как известны и личность и имя самого Тенардье, и преступления Жана Вальжана: воровство — кража денег у Мадлена, убийство — расстрел Жавера на баррикаде. Тенардье заявляет, что Мариус не прав, и с помощью газетных вырезок 1823 и 1832 годов демонстрирует, что Мадлен и был Жаном Вальжаном и что Жавер совершил самоубийство, будучи перед этим пощажён на баррикаде. Но, по словам Тенардье, Жан Вальжан убил с целью ограбить богатого иностранца и нёс его труп через водостоки, чему Тенардье был свидетелем и даже имеет вещественное доказательство — окровавленный лоскут ткани. Мариус осознаёт, что это Жан Вальжан вынес его с баррикады, а лоскут ткани — от его собственного сюртука. Мариус в негодовании выгоняет Тенардье, называя его подлецом и преступником, тем не менее давая ему денег, чтобы он смог уехать от розыска в Америку, берёт с собой Козетту и спешит к Жану Вальжану, заставая его при смерти. Воссоединение с Козеттой осчастливливает Жана Вальжана, и он умирает в радости. По просьбе Жана Вальжана его хоронят в безымянной могиле.

## Персонажи
- Жан Вальжан
- Козетта — дочь Фантины, приёмная дочь Жана Вальжана
- Фантина — обманутая девушка, гризетка, мать Козетты
- Мириэль — епископ города Динь
- Жавер — полицейский инспектор
- Мариус Понмерси — влюблённый в Козетту студент, увлечённый бонапартистскими и революционными идеями
- Тенардье — трактирщик, люмпен, преступник, главный антагонист романа
- Тётка Тенардье — жена и сообщница Тенардье
- Гаврош — беспризорник-гамен, брошенный сын Тенардье
- Эпонина — старшая дочь Тенардье
- Азельма — младшая дочь Тенардье
- «Друзья азбуки» (революционная организация студентов и молодёжи)
- Анжольрас — лидер «Друзей азбуки»
- Грантэр — восторженный почитатель Анжольраса
- «Петушиный час» (банда опасных преступников)

## Переводы на русский язык
Первые главы романа вышли в 1862 году в ряде крупных российских журналов под заголовком «Обиженные», но затем последовал цензурный запрет под видом того, что публикация «имеет самое вредное направление».
Первый известный перевод на русский был выпущен в 1931 году под редакцией Анатолия Виноградова, который после этого больше не издавался.
В 1954 и 1955 годах издательством «Гослитиздат» роман был издан в трёх томах («Фантина» и «Козетта» в первом, «Мариус» и «Идиллия улицы Плюме и эпопея улицы Сен-Дени» во втором и «Жан Вальжан» в третьем), которые были выпущены в рамках 15-томной серии собрания произведений Гюго. Перевод всех пяти частей был выполнен Деборой Лившиц («Фантина»), Надеждой Коган («Козетта»), Натальей Эфрос («Мариус»), Константином Локосом («Идиллия улицы Плюме и эпопея улицы Сен-Дени») и Марией Петровской («Жан Вальжан»).
В 1949 году «Лениздат» выпустило сокращённый перевод Эммы Выгодской в серии «Библиотека школьника», а в 1960 году издательство «Гослитиздат» выпустило полный перевод Софьи Рошаль в 2-х томах.

## Экранизации и мюзиклы
- Отверженные (фильм, 1913) в ролях Генри Клаус, Мария Вентура
- Отверженные (фильм, 1917) в главной роли Уильям Фарнум
- Отверженные (фильм, 1925)
- Отверженные (фильм, 1934) в ролях Гарри Бор, Шарль Ванель
- Отверженные (фильм, 1935)
- Отверженные (фильм, 1952)
- Отверженные (фильм, 1958) в ролях Жан Габен, Бурвиль, Бернар Блие.
- Отверженные (мини-сериал, 1972) в ролях Жорж Жере, Бернар Фрессон
- Отверженные (телесериал, 1974)
- Отверженные (телефильм, 1978), в ролях Ричард Джордан, Энтони Перкинс
- Отверженные (фильм, 1982) в ролях Лино Вентура, Мишель Буке, Жан Карме.
- Отверженные (мультсериал, 1992)
- Отверженные (фильм, 1995) в ролях Жан-Поль Бельмондо, Анни Жирардо, Жан Маре.
- Отверженные (фильм, 1998) в ролях Лиам Нисон, Джеффри Раш, Ума Турман, Клэр Дэйнс.
- Отверженные (мини-сериал, 2000) в ролях Жерар Депардьё, Кристиан Клавье, Джон Малкович, Азия Ардженто, Шарлотта Генсбур.
- Отверженные: Козетта, 2007 (аниме-сериал)
- Отверженные (мюзикл)
- Отверженные (фильм/мюзикл, 2012) в ролях Хью Джекман, Рассел Кроу, Энн Хэтэуэй, Аманда Сейфрид, Саша Барон Коэн, Хелена Бонэм Картер.
- Отверженные (телесериал, 2018) в ролях Доминик Уэст, Дэвид Ойелоуо
- Отверженные (фильм, 2019) в ролях Дамьен Боннар, Алексис Маненти, Джебриль Зонга. Адаптация, не связанная с оригинальным романом сюжетно, но отсылающаяся к нему и рассматривающая сходную проблематику в реалиях XXI века.
- Отверженные (фильм, 2019) в ролях Дин Фудзиока, Арата Иура